# La fille coupée en deux
La Fille coupée en deux (br: Uma Garota Cortada em Duas; pt: A Rapariga Cortada em Dois) é um filme dirigido por Claude Chabrol em 2007.